# Géoarchéologie
La géoarchéologie ou géologie du Quaternaire est une approche multidisciplinaire qui est apparue dans les années 1960 à l'initiative de préhistoriens et de géologues quaternaristes qui s'inscrivent dans le cadre anglo-saxon de la New Archaeology, et qui s'est développée dans les années 1990. Elle vise à appréhender le rôle des sociétés dans la production et de transformation des sols (sols ruraux comme sols urbains) et des formes du paysage. Elle s’intéresse plus globalement à la compréhension des interactions complexes des sociétés avec leur environnement sur le temps long (en termes de quelques centaines de milliers d'années, temps moins que celui de la géologie, afin d'affirmer la spécificité de cette approche). Branche de l’archéologie pour certains ou branche des sciences de la Terre pour d’autres, elle se réalise par l'étude des sédiments intra ou extra-site archéologique et par l'étude et la cartographie des formes du paysage. Elle permet de comprendre la fonction des sites archéologiques et leurs impacts sur l'évolution des paysages.
L'approche géo-archéologique se déploie dans différents champs : paléoenvironnements, hydrosystèmes, paysages ruraux et urbains étudiés par l'archéologie du paysage (en), terres anthropisées (constitution de l'écoumène) étudiées par l'archéogéographie…
À la charnière des sciences naturelles et des sciences humaines, elle peut se définir comme une approche géologique et géographique d'un site archéologique et de son environnement.
Elle est notamment utilisés dans certains protocoles pour préparer des diagnostics de potentialité archéologique à grande échelle, et optimiser les délais de l'archéologie préventive dans le cadre de la préparation des chantiers de grands travaux.

## Corpus technique
La géoarchéologie utilise les techniques et les approches de :
- la stratigraphie (étude de la succession des dépôts sédimentaires)
- la géomorphologie (étude descriptive et explicative des formes du relief)
- la sédimentologie (caractérisation et genèse des dépôts sédimentaires)
- la pédologie (étude de la formation des sols)
- la micromorphologie (méthode d'étude des sédiments meubles au microscope polarisant)
- la géochronologie (étude du temps dans les séquences sédimentaires)
- l'étude des caractéristiques des dépôts de pente[9].

L’étude d’un site archéologique passe par la compréhension de la mise en place et de l’évolution des sédiments le constituant, permettant notamment d'établir des cartes de potentiel archéologique à partir de l'étude des formations superficielles et de référentiels pédologiques (il existe un référentiel pédologique français).
Les sédiments forment une entité tridimensionnelle qu’il est nécessaire de décrire pour comprendre les modalités de sa formation et de son évolution dans le temps. Pour appréhender ce volume de terrain, des coupes stratigraphiques ou des profils pédologiques sont nécessaires. Ceux-ci doivent être complets, du substrat géologique à la terre végétale actuelle. Chaque profil pédologique ou coupe stratigraphique est décrit en proposant un découpage en unités stratigraphiques.